# Plaza de Toros Fermín Espinosa «Armillita»
La plaza de toros Fermín Espinosa «Armillita» es una plaza de toros ubicada en Jalostotitlán en el Estado de Jalisco en México. En la plaza se celebra el Carnaval Taurino de Jalostotitlán.

## Historia
La construcción se inició en 1972 por iniciativa de un grupo de aficionados liderados por Apolonio Casillas Soto. Se optó por la construcción de esta para tener un aforo más grande que la antigua plaza de toros "El Progreso", la cual fue destruida poco después de la construcción de la Fermín Espinosa. La plaza se inauguró el 4 de marzo de 1973. Es uno de los principales atractivos de la ciudad de Jalos y ha visto figuras del toreo de primer nivel, sobre todo durante el carnaval. Es la segunda en importancia en el estado y decimoprimera en todo el país.  Durante las fiestas del carnaval, Jalos acoge a las figuras más grandes a nivel nacional e internacional y encierros de ganaderías de primer nivel en el país.
Entre las últimas faenas reseñables figuran las puertas grandes de El Chihuahua (2011), Pablo Hermoso de Mendoza (2012) Luis David (2019), el tlaxcalteca Sergio Flores y Leo Valadez (2022),

### Carnaval Taurino de Jalostotitlán
Los diez días anteriores al Miércoles de Ceniza se realiza el Carnaval  de Jalostotitlán. El último fin de semana (sábado a martes) se desarrollan corridas de toros con las mejores figuras del toreo. El Carnaval se trata de uno de los carnavales de mayor importancia en el estado de Jalisco. Dura diez días y comprende actuaciones de artistas de fama nacional e internacional en el teatro del pueblo, vuelo de globo aerostático y show aéreo de ultraligeros, así como otros eventos culturales. El último fin de semana del carnaval (viernes a martes), se colocan, en el centro histórico de la ciudad las terrazas que son locales con barra donde acude el público, especialmente los emigrantes que visitan de nuevo su tierra, principalmente procedentes de Estados Unidos, pero también de público asistente de todas partes de México.

## Descripción
Con capacidad para 6.500 espectadores, es una plaza de toros de tercera categoría. Además de para los festejos taurinos también se usa para otros eventos culturales, deportivos y de ocio. En 1990 y 2000 se llevaron a cabo obras de mejora para añadir el portal interior del lado del sol y el balcón en la parte de los corrales, además de los jardines, los baños y las fachadas, tanto de la parte de sol como la de sombra, respectivamente.